# 高橋節雄
高橋 節雄（たかはし よしお、1878年（明治11年）2月3日 - 1971年（昭和46年）4月1日）は、大日本帝国海軍軍人。最終階級は海軍少将。島根県松江市長、神奈川県横須賀市長。

## 経歴
島根県出身。1898年（明治31年）に海軍兵学校を卒業し、海軍少将に昇進。
予備役編入後は松江市長を経て、1930年（昭和5年）9月、横須賀市長に就任した。就任後は赤字整理を提案し、1932年（昭和7年）2月には「市営住宅及び住宅資金滞納整理並びに稲楠交換土地処分案」を全会一致で樹立し、財政大変革を進めた。
しかし、世界的な海軍軍縮の流れを受け、市の財政はさらなる困窮を極め、市政界は混乱し、政友会と民政党などの確執が表面化した。ついに1932年（昭和7年）3月、政友会議員らは市長不信任の決議案を提出、賛成多数で可決されたため、間もなく病を理由に市長を辞職した。
その他、海軍協会理事を務めた。1947年（昭和22年）11月28日、公職追放仮指定を受けた。
墓所は多磨霊園(10-1-6)

## 栄典
位階
- 1900年（明治33年）2月20日 - 正八位[5]
- 1901年（明治34年）12月17日 - 従七位[6]
- 1909年（明治42年）10月20日 - 従六位[7]
- 1914年（大正3年）11月10日 - 正六位[8]
- 1924年（大正13年）1月21日 - 正五位[9]

勲章等
- 1906年（明治39年）4月1日 - 功五級金鵄勲章・勲四等旭日小綬章・明治三十七八年従軍記章[10]

## 著作
- 述『非常時海軍と太平洋』積文館書店、1934年。